# Copera nyansana
Copera nyansana – gatunek ważki z rodziny pióronogowatych (Platycnemididae). Występuje w Afryce Subsaharyjskiej; stwierdzony w Ugandzie, Gabonie, Kongu i Demokratycznej Republice Konga.